# Gesellschaft für Geistesgeschichte
Die Gesellschaft für Geistesgeschichte (GGG e.V.) wurde 1958 vom Erlanger Ordinarius für Religions- und Geistesgeschichte Hans-Joachim Schoeps gegründet. In seinem 1959 erschienenen Buch Was ist und was will die Geistesgeschichte? Über Theorie und Praxis der Zeitgeistforschung plädiert Schoeps für eine stärkere Berücksichtigung meist vernachlässigter Quellengattungen in der geistesgeschichtlichen Forschung. Basierend auf wissenschaftstheoretischen Gedanken Wilhelm Diltheys versucht die Gesellschaft seither, den Geist einer Zeit, den Zeitgeist zu erfassen, wie er in den Manifestationen des geistigen Lebens – Philosophie, Kunst, Religion, Staat, Politik, Wirtschaft, Recht usw. – zum Ausdruck kommt. Die interdisziplinäre Arbeitsweise der Gesellschaft wird auch an ihren Jahrestagungen deutlich, die in den vergangenen 50 Jahren einen breiten Querschnitt geistesgeschichtlicher Themen behandelt haben.
Die GGG ist ein eingetragener Verein mit Sitz in Potsdam. Die Gesellschaft, die als gemeinnützig anerkannt ist, verfolgt ausschließlich und unmittelbar gemeinnützige Zwecke. Mitglieder können alle natürlichen und juristischen Personen sowie nicht rechtsfähige Vereine werden, die die Geistesgeschichte als Wissenschaft fördern wollen.